# Dave Bartis
Dave Bartis é um produtor de televisão americano. Em 1987, ele e Doug Liman fundaram uma organização estudantil chamada Brown Television, enquanto ambos estudavam na Universidade Brown. Bartis tem produzido várias séries de televisão, incluindo a primeira temporada de The O.C., Covert Affairs e Suits.